# Alpes-Danúbio
O distrito dos Alpes-Danúbio (em alemão:  Alb-Donau-Kreis) é um distrito rural da Alemanha, na região administrativa de Tubinga, estado de Baden-Württemberg. Faz fronteira, começando a sul no sentido dos ponteiros, com os distritos rurais de Biberach, Reutlingen, Göppingen e Heidenheim, com os distritos da Baviera de Gunzburgo e Neu-Ulm e com a cidade independente de Ulm.

## História
A história da região está interligada com a história da cidade de Ulm e dos Alpes Suábios.
O distrito dos Alpes-Danúbio foi criado em 1973, através da fusão dos antigos distritos de Ulm e de Ehingen, alguns municípios do distrito de Münsingen e os municípios de Oberbalzheim e Unterbalzheim do distrito de Biberach.

## Geografia
A cidade de Ulm está rodeada pelo território do distrito. É a sede administrativa do distrito dos Alpes-Danúbio, no entanto não faz parte per se do distrito.
O nome do distrito provém do Rio Danúbio e da cadeia montanhosa dos Alpes Suábios. O Danúbio entra no distrito por sudoeste, correndo ao longo das partes meridionais do território, saindo do mesmo na região a leste de Ulm. A norte das margens do Danúbio o terrenos eleva-se nas colinas dos Alpes Suábios. A cadeia de colinas estende-se de sudoeste para nordeste, paralelamente ao curso do Danúbio e continua em cada lado do distrito. Um afluente do rio, o Iller, constitui a fronteira do distrito antes de se juntar ao Danúbio em Ulm.

## Cidades e municípios
- Cidades:

1. Blaubeuren
2. Dietenheim
3. Ehingen
4. Erbach
5. Laichingen
6. Langenau
7. Munderkingen
8. Schelklingen

- Municípios:

1. Allmendingen
2. Altheim
3. Altheim (Alpes) (Altheim (Alb))
4. Almstetten
5. Asselfingen
6. Ballendorf
7. Balzheim
8. Beimerstetten
9. Berghülen
10. Bernstadt
11. Blaustein
12. Börslingen
13. Breitingen
14. Dornstadt
15. Emeringen
16. Emerkingen
17. Griesingen
18. Grundsheim
19. Hausen am Bussen
20. Heroldstatt
21. Holzkirch
22. Hüttisheim
23. Illerkirchberg
24. Illerrieden
25. Lauterach
26. Lonsee
27. Merklingen
28. Neenstetten
29. Nellingen
30. Nerenstetten
31. Oberdischingen
32. Obermarchtal
33. Oberstadion
34. Öllingen
35. Öpfingen
36. Rammingen
37. Rechtenstein
38. Rottenacker
39. Schnürpflingen
40. Setzingen
41. Staig
42. Untermarchtal
43. Unterstadion
44. Unterwachingen
45. Weidenstetten
46. Westerheim
47. Westerstetten

## Brasão de armas
O brasão de armas é idêntico ao do antigo distrito de Ulm. A águia é o animal heráldico da Cidade Imperial Livre de Ulm. O escudo apresenta as hastes de veado de Vurtemberga e as riscas brancas e vermelhas provêm do condado austríaco de Burgau (ao qual partes do sul do distrito outrora pertenceram).